# Гейм, Франсуа Жозеф
Франсуа (Франциск) Жозеф Гейм (Эйм; фр. François Joseph Heim; 16 января 1787, Бельфор — 30 сентября 1865, Париж) — французский исторический живописец.

## Биография
Сын учителя рисования, у которого получил первые навыки живописи. В 1803 году отец отправил его в Париж для обучения в мастерской Франсуа-Андре Венсана. В 20-летнем возрасте он выиграл Римскую премию.
Затем продолжил свою учёбу под руководством Гийома Гийон-Летьера во Французской академии в Риме.
По возвращении в Париж Ф. Ж. Гейм получил многочисленные заказы королей Людовика XVIII и Карла X.
В 1825 году он был награждён орденом Почётного легиона, в 1829 году избран членом Академии изящных искусств Франции.
В 1832 году стал профессором Школы изящных искусств в Париже (ныне Национальная высшая школа изящных искусств).
Похоронен на кладбище Монпарнас.

## Галерея

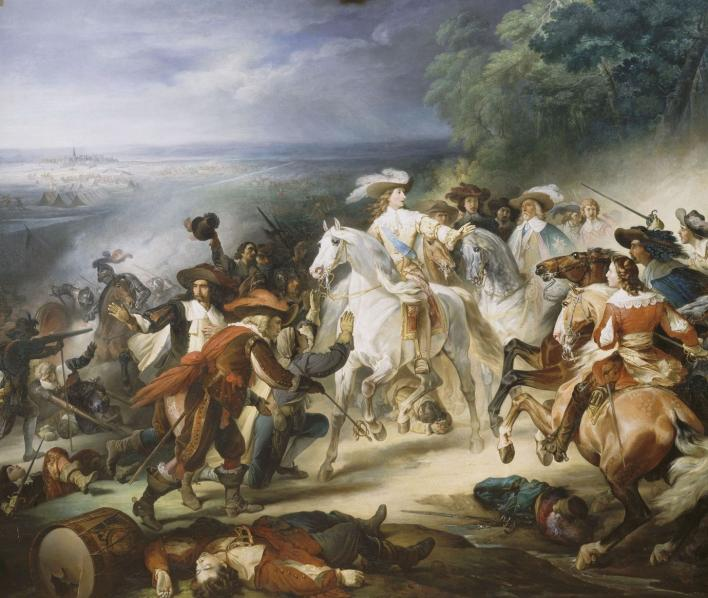
Битва при Рокруа.
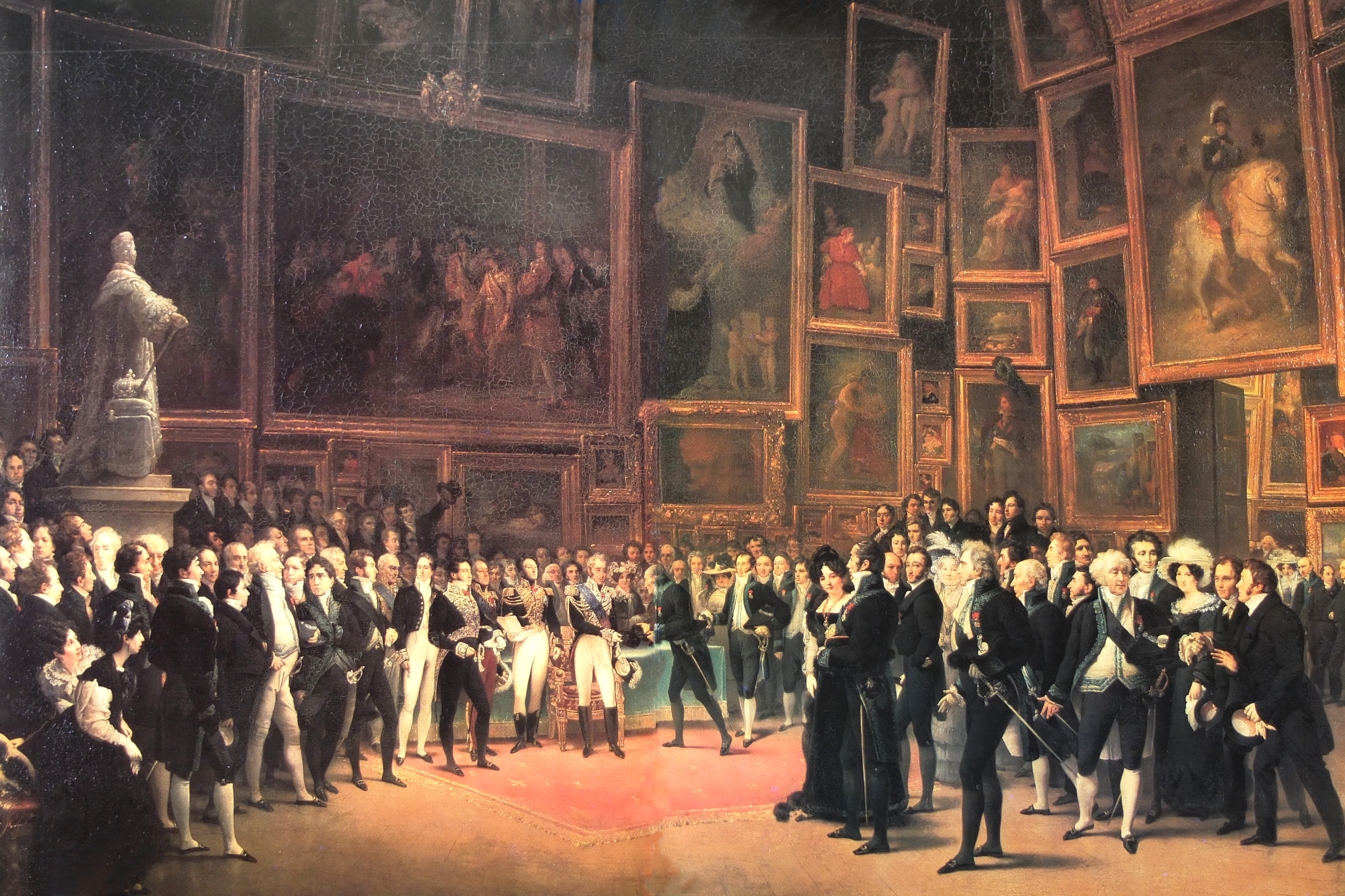
Король Карл X распределяет награды на Парижском салоне 1824 года. Картина 1827 года, Лувр. На картине портретно представлены многие ведущие художники Франции своего времени: Жан Огюст Доминик Энгр, Жан-Батист Изабе, Леон Конье и многие другие, а также композитор Россини.
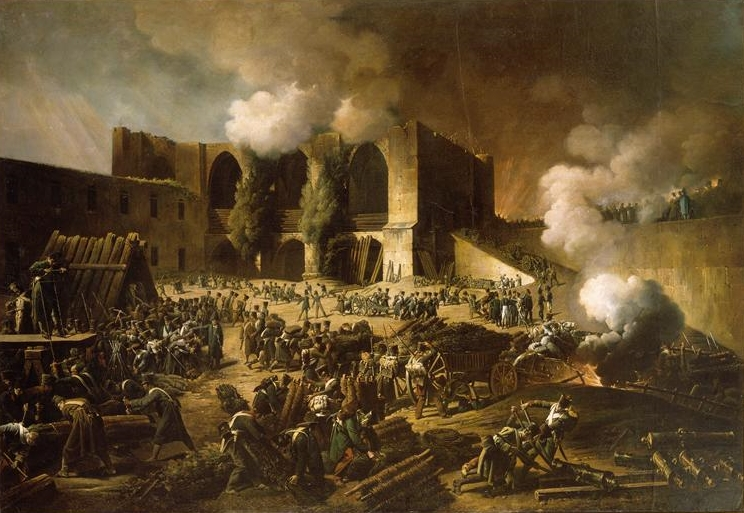
Осада Бургоса в 1812 году (англичане осаждали занятый французами город в Испании).
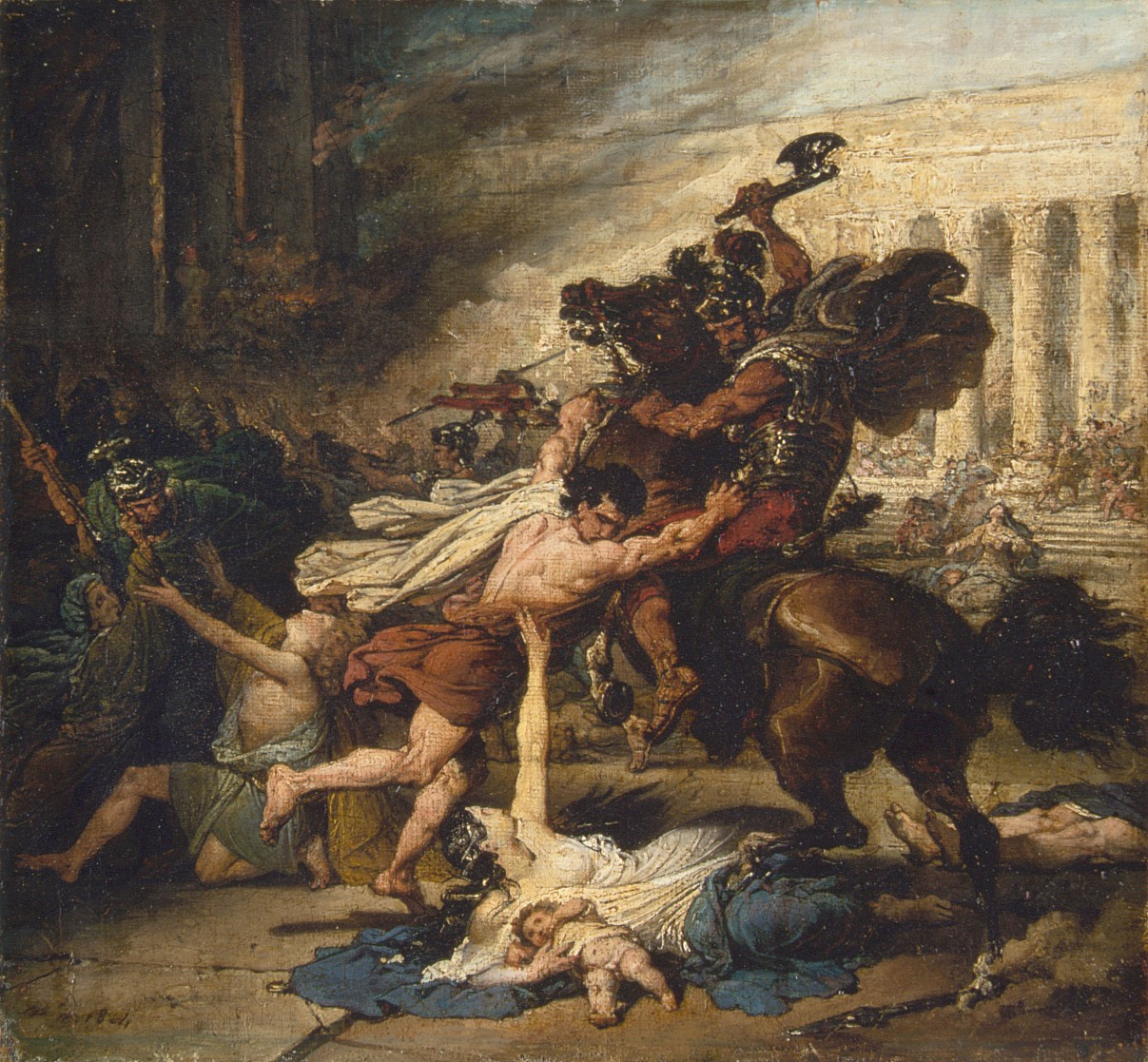
Захват Иерусалима римлянами.
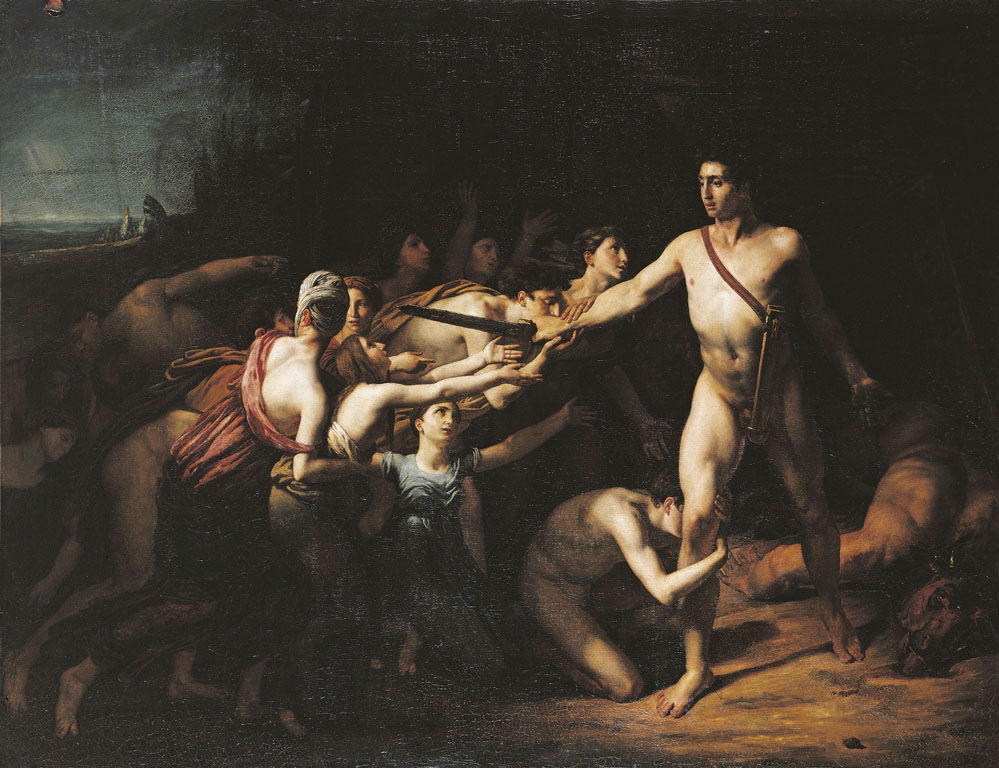
Тезей — победитель Минотавра.
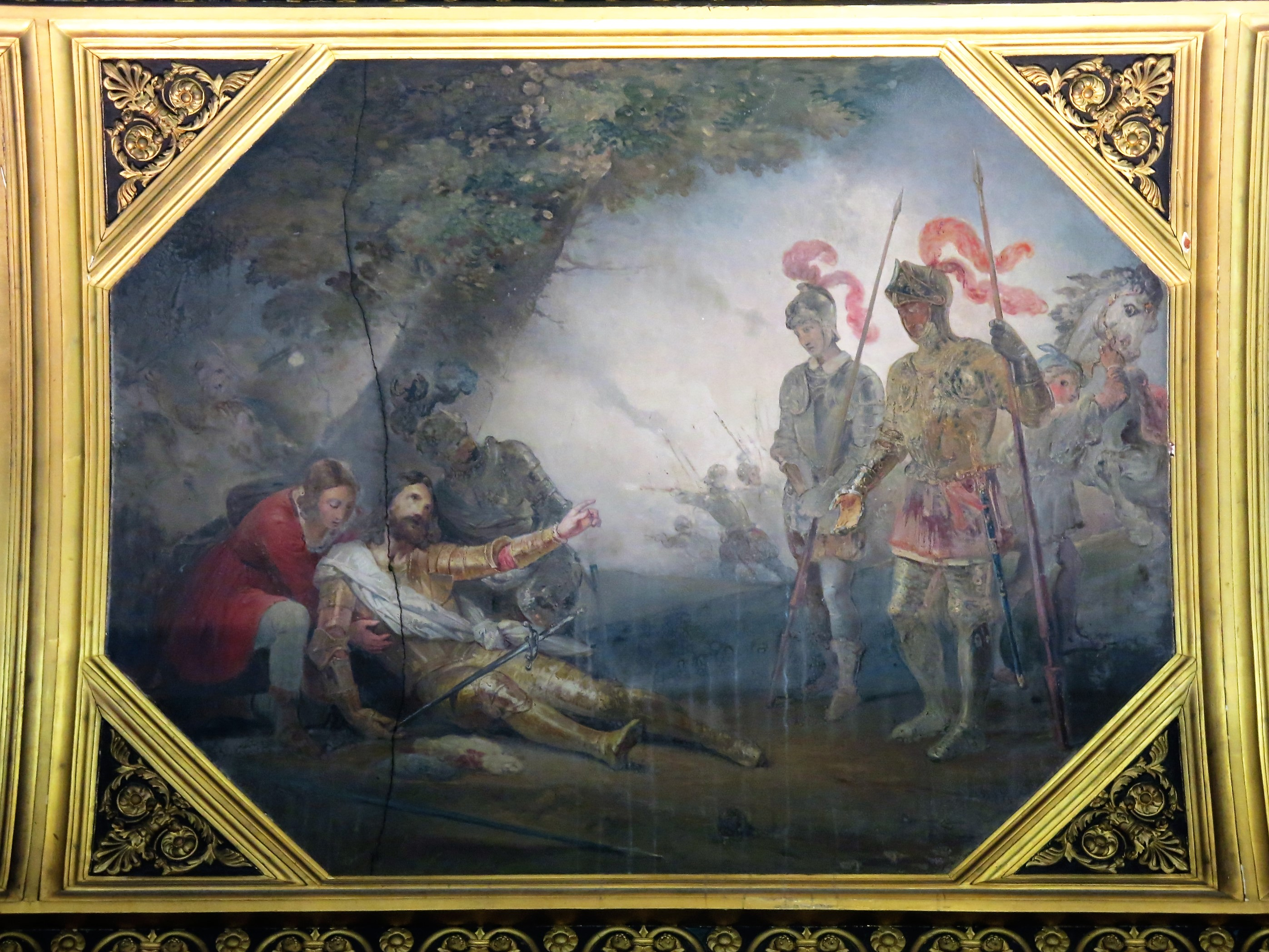
Гибель Баярда (потолочная роспись).
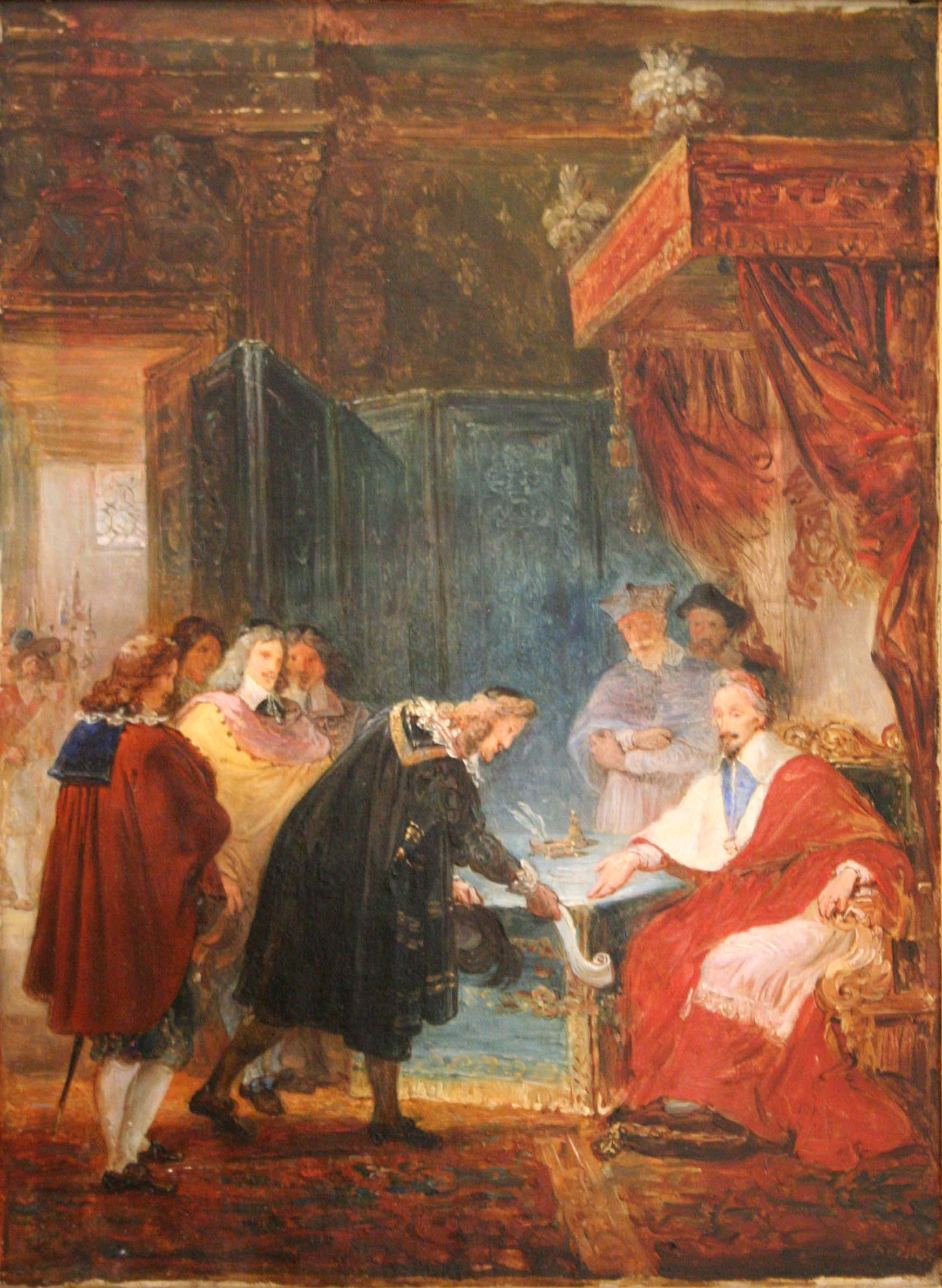
Кардинал Ришельё.
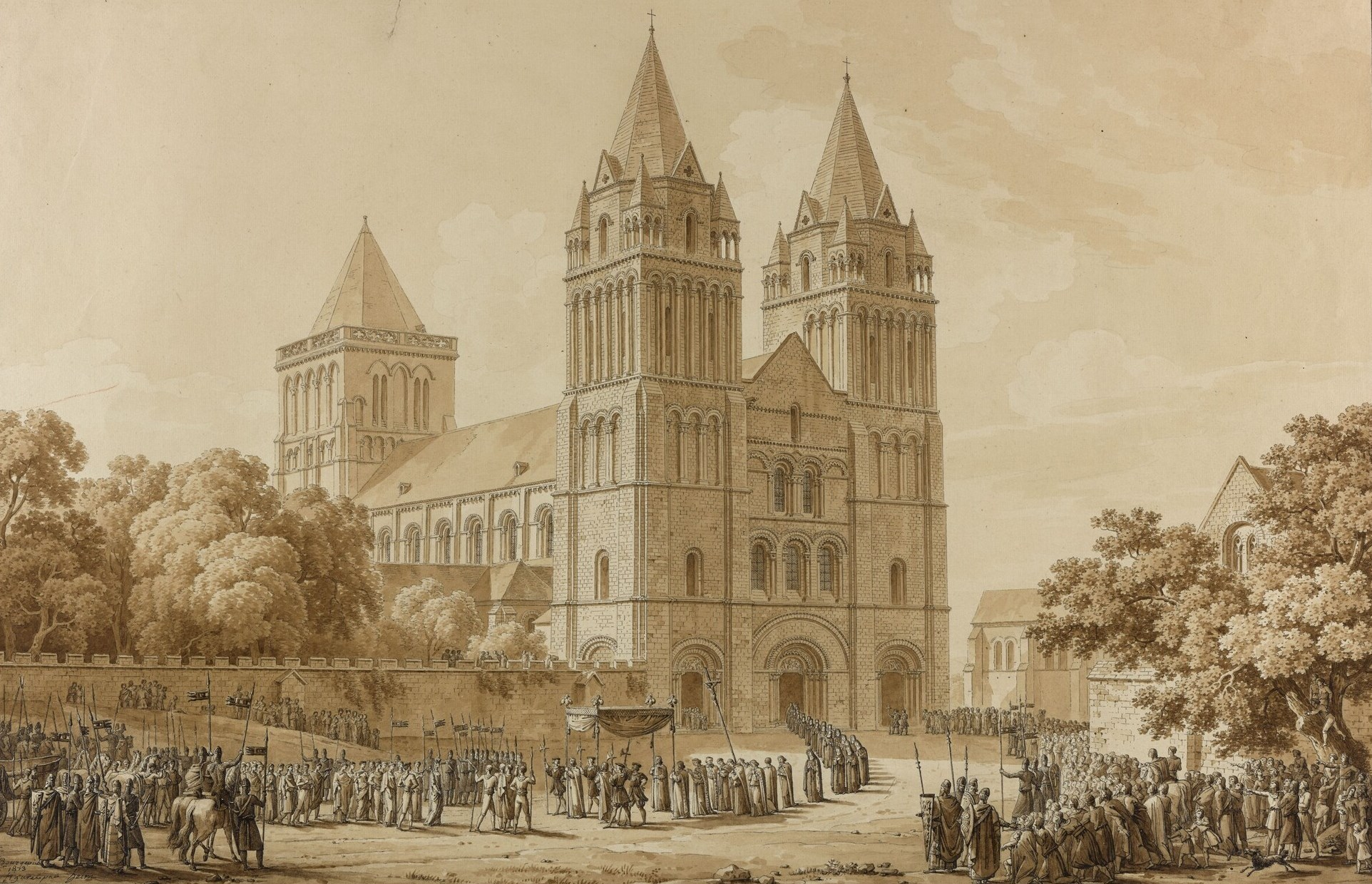
Выход королевы Матильды Английской из собора Канского аббатства в Средние века.
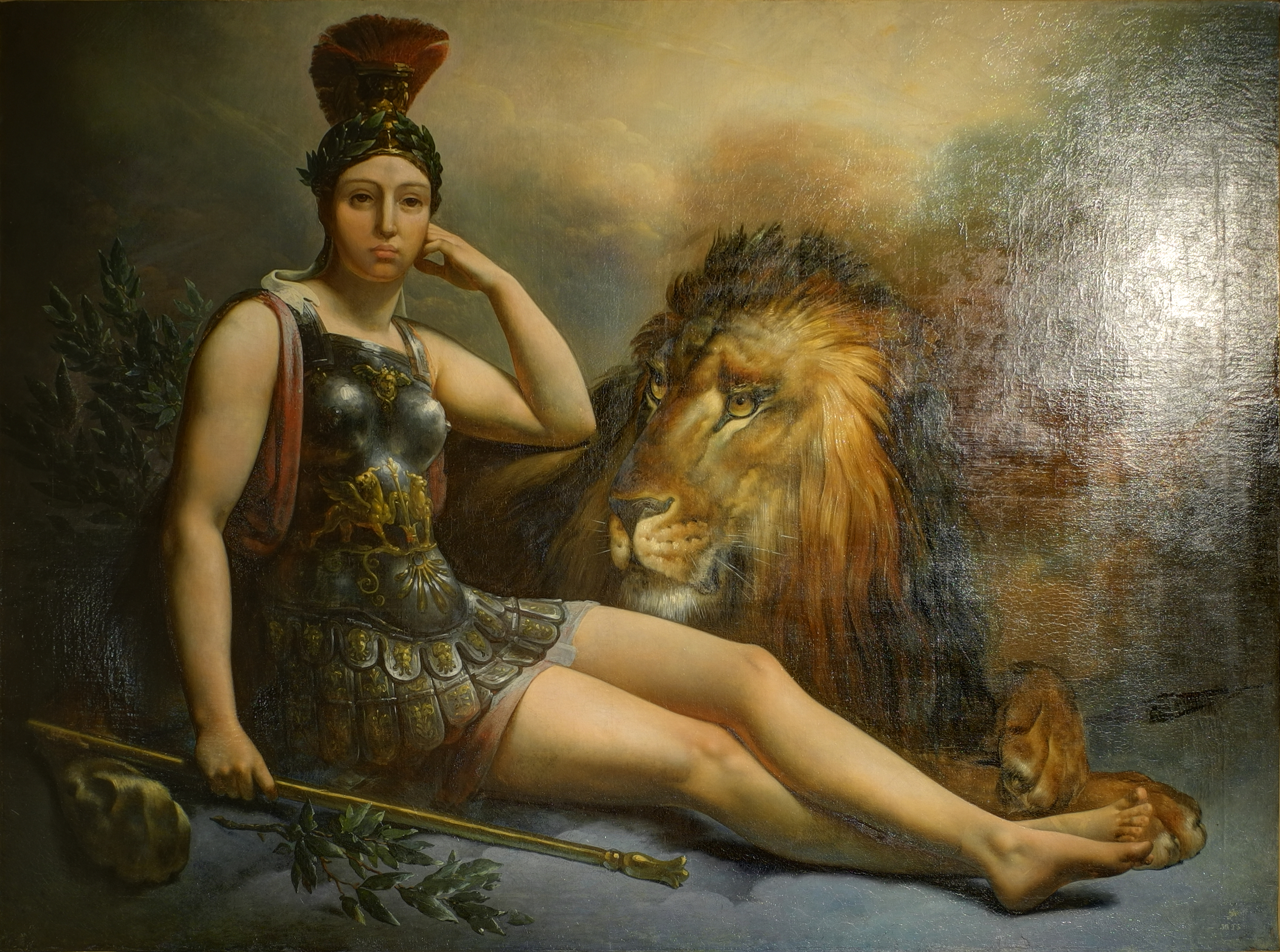
Аллегория воинской доблести.